# Buberget
Buberget är ett naturreservat i Storumans kommun i Västerbottens län.
Området är naturskyddat sedan 1995 och är 2 270 hektar stort. Reservatet omfattar Buberget och Åsmyrberget med Jåvanbäcken och våtmarker däremellan. Reservatet består i de flacka sluttningarna av gles blandskog med björkar och granar.